# Welsh Cup 1882-83
Welsh Cup 1882–83 var den sjette udgave af Welsh Cup. Turneringen havde deltagelse af 22 hold, hvor ét imidlertid aldrig fik spillet en kamp. Finalen blev afviklet den 21. april 1883 på Racecourse Ground i Wrexham, hvor Wrexham AFC sikrede sig sin anden triumf i Welsh Cup ved at besejre de forsvarende mestre Druids FC med 1-0.

## Resultater

### Første runde
| Dato   | Kamp                                    | Res.   |
| ------ | --------------------------------------- | ------ |
|        | Rhyl FC – Corwen FC                     | w.o.   |
|        | Dolgellau Idris FC – Holywell Rovers FC | 6–1    |
|        | Denbigh FC – Ruthin Town FC             | 3–3    |
|        | Hartford FC – Crown FC                  | 9–0    |
|        | Hare & Hounds FC – Coedpoeth FC         | 1–1    |
|        | Wrexham AFC – Davenham FC               | 4–1    |
|        | Hope FC – Northwich Victoria FC         | 01–10  |
|        | Trefonen FC – Oswestry White Stars FC   | 0–1    |
|        | Chirk AAA FC – Druids FC                | 2–3    |
|        | Black Park FC – Berwyn Rangers FC       | 0–5    |
| Omkamp |                                         |        |
|        | Hare & Hounds FC – Coedpoeth FC         | [0]2–2 |

### Anden runde
| Dato | Kamp                                        | Res.  |
| ---- | ------------------------------------------- | ----- |
|      | Aberystwyth Town FC – Dolgellau Idris FC    | 2–0   |
|      | Rhyl FC – Hartford FC                       | 3–2   |
|      | Hare & Hounds FC – Northwich Victoria FC    | 1–5   |
|      | Druids FC – Dolgellau Mountaineers FC       | 12–10 |
|      | Berwyn Rangers FC – Oswestry White Stars FC | 5–2   |

### Tredje runde
| Dato   | Kamp                                      | Res.   | Spillested                |
| ------ | ----------------------------------------- | ------ | ------------------------- |
|        | Northwich Victoria FC – Berwyn Rangers FC | 1–1    |                           |
|        | Wrexham AFC – Ruthin Town FC              | 4–2    | Rhosddu Recreation Ground |
|        | Aberystwyth Town FC – Druids FC           | 1–4    |                           |
| Omkamp |                                           |        |                           |
|        | Northwich Victoria FC – Berwyn Rangers FC | [0]1–1 | Rhosddu Recreation Ground |

### Kvartfinaler
| Dato | Kamp                          | Res. | Spillested                |
| ---- | ----------------------------- | ---- | ------------------------- |
|      | Wrexham AFC – Rhyl FC         | 5–2  | Rhosddu Recreation Ground |
|      | Berwyn Rangers FC – Druids FC | 2–5  |                           |

### Semifinale
| Dato | Kamp                              | Res. | Spillested |
| ---- | --------------------------------- | ---- | ---------- |
|      | Druids FC – Northwich Victoria FC | 3–0  |            |

### Finale
| Dato  | Kamp                    | Res. | Tilskuere | Spillested                 |
| ----- | ----------------------- | ---- | --------- | -------------------------- |
| 21.4. | Wrexham AFC – Druids FC | 1–0  | 2.000     | Racecourse Ground, Wrexham |